# Kanton Arras-1
Kanton Arras-1 (francouzsky Canton d'Arras-1) je francouzský kanton v departementu Pas-de-Calais v regionu Hauts-de-France. Tvoří ho 12 obcí a část města Arras. Zřízen byl v roce 2015.

## Obce kantonu
- Arras
- Acq
- Anzin-Saint-Aubin
- Beaumetz-lès-Loges
- Dainville
- Écurie
- Étrun
- Marœuil
- Mont-Saint-Éloi
- Neuville-Saint-Vaast
- Roclincourt
- Sainte-Catherine
- Wailly